# De spoorbrug bij Argenteuil (Monet)
De spoorbrug bij Argenteuil (Frans: Le Pont du chemin de fer à Argenteuil) is een impressionistisch schilderij van de Franse kunstschilder Claude Monet.
Het werk toont een spoorbrug over de Seine waarover twee stoomlocomotieven rijden. In het water onder de brug varen boten en op de oever wandelen mensen.
Het schilderij werd in 1988 geveild bij Veilinghuis Christie's en bracht toen 12.400.000 dollar op. Op 6 mei 2008 werd het schilderij opnieuw geveild bij hetzelfde veilinghuis voor het bedrag van 41.481.000 dollar.

## Eigenaren
- Jean-Baptiste Faure, Parijs, kocht het van Claude Monet in juni 1874.
  - Geveild in Hôtel Drouot in april 1878
- Prince de Wagram, Parijs.
- Galerie Bernheim-Jeune, Parijs.
- Galerie Georges Petit, Parijs.
- Galerie Barbazanges, Parijs.
- M. Levesque, Parijs, circa 1914.
- Meyer Goodfriend, Parijs en New York.
- Thomas McLean (Eugène Cremetti), Londen.
- Alphonse Morhange, Parijs, 1927.
- Maurice Barret-Decap, Parijs.
- Etienne Bignou, Parijs, circa 1949.
- Arthur Tooth & Sons, Ltd., Londen.
- William A. Cargill, Carruth, Schotland.
  - Geveild bij Sotheby's in Londen op 11 juni 1963
- Paul Kantor Gallery, Beverly Hills.
- Meneer en mevrouw Sydney R. Barlow, Beverly Hills.
  - Geveild bij Sotheby's in Londen op 2 april 1979.
- Particuliere collectie, Europa.
  - Geveild bij Christie's in Londen op 28 november 1988 voor het bedrag van 12.400.000 dollar.
- Particuliere collectie.
  - Geveild bij Christie's in New York op 6 mei 2008 voor het bedrag van 41.481.000 dollar.
- Particuliere collectie.

Camille (1866) · Vrouwen in de tuin (ca. 1866) · Vrouw in een tuin (1867) · Terras in Sainte-Adresse (1867) · Regatta bij Sainte-Adresse (1867) · Het strand van Sainte-Adresse (1867) · Madame Louis Joachim Gaudibert (1868) · Bain à la Grenouillère (1869) · Hôtel des Roches Noires (1870) · Huizen aan de Achterzaan (1871) · Regatta bij Argenteuil (ca. 1872) · Impression, soleil levant (1873) · De spoorbrug bij Argenteuil (1873) · Camille Monet gezeten op een tuinbank (1873) · Klaprozen (1873) · Boulevard des Capucines (1873) · De lunch (1873-1874) · De brug bij Argenteuil (1874) · Le Pont de l'Europe, gare Saint-Lazare (1877) · Het Parc Monceau (1878) · De Rue Montorgueil in Parijs (1878) · Camille op haar sterfbed (1879) · Vrouw met parasol (1886)
Series: Hooibergen (1890-91) · Kathedraal van Rouen (1890-94) · Populieren (1891) · Londen, de parlementsgebouwen (1900-1904) · Waterlelies (ca. 1897 - 1926)